# Боровский, Николай Степанович
Николай Степанович Боровский (14 апреля 1930, Новогеоргиевск — 26 апреля 1988, Днепропетровск) — советский украинский живописец, педагог. Заслуженный художник УССР (1980).

## Биография
В 1953 году с отличием окончил Днепропетровское государственное художественное училище, ученик Николай Погребняк и Александр Куко.
С 1956 по 1960 год учился в Киевском государственном художественном институте, руководителем историко-батальной мастерской был народный художник УССР Георгий Мелихов, преподаватели — Михаил Хмелько и М. Иванов.
В 1960 году Николай Боровский вернулся в Днепропетровск и начал преподавательскую деятельность в Днепропетровском государственном художественном училище. Делился накопленными знаниями. Среди его учеников были заслуженные художники Украины Пётр Кот, Ростислав Звягинцев и В. И. Павлюк.
В том же 1960 году Николай Боровский начал принимать участие в выставках.
В 1964 был принят в Союз художников СССР. В 1966 году за картину «Рабочий. Год 1928», представленную на республиканской выставке, посвящённой 50-летнему юбилею комсомола, награждён III премией ЦК Комсомола Украины и Союза художников УССР.
В 1980 году удостоен звания «Заслуженный художник УССР».

## Творчество
Работал в жанре портрета, пейзажа, натюрморта.
За необычайную реалистичность изображения событий некоторые из его произведений не допускались к экспонированию.
Произведения хранятся в Днепропетровском художественном музее, Днепропетровском Национальном историческом музее им. Д. И. Яворницкого, Музее украинской живописи (Днепр), частных коллекциях.

## Избранные картины
- «Романтики», «Мечты» (обе — 1961);
- «Металлурги Приднепровья» (1963);
- «Земля» (1967);
- «Рабочий. Год 1928» (1969);
- «Портрет лейтенанта Горна Е. Н.» (1970);
- «Саянские скалолазы» (1971);
- «Тревожное утро» (1973);
- «Песня» (1974);
- триптих «Бригада монтажников Виталия Полищука» (1974);
- «Минута молчания» (1978);
- «Начало пути» (1980);
- галерея портретов участников обороны и освобождения г. Днепропетровска (1973—1980);
- «Ленин в Октябре» (1986).